# Мистификации о российской истории в Википедии

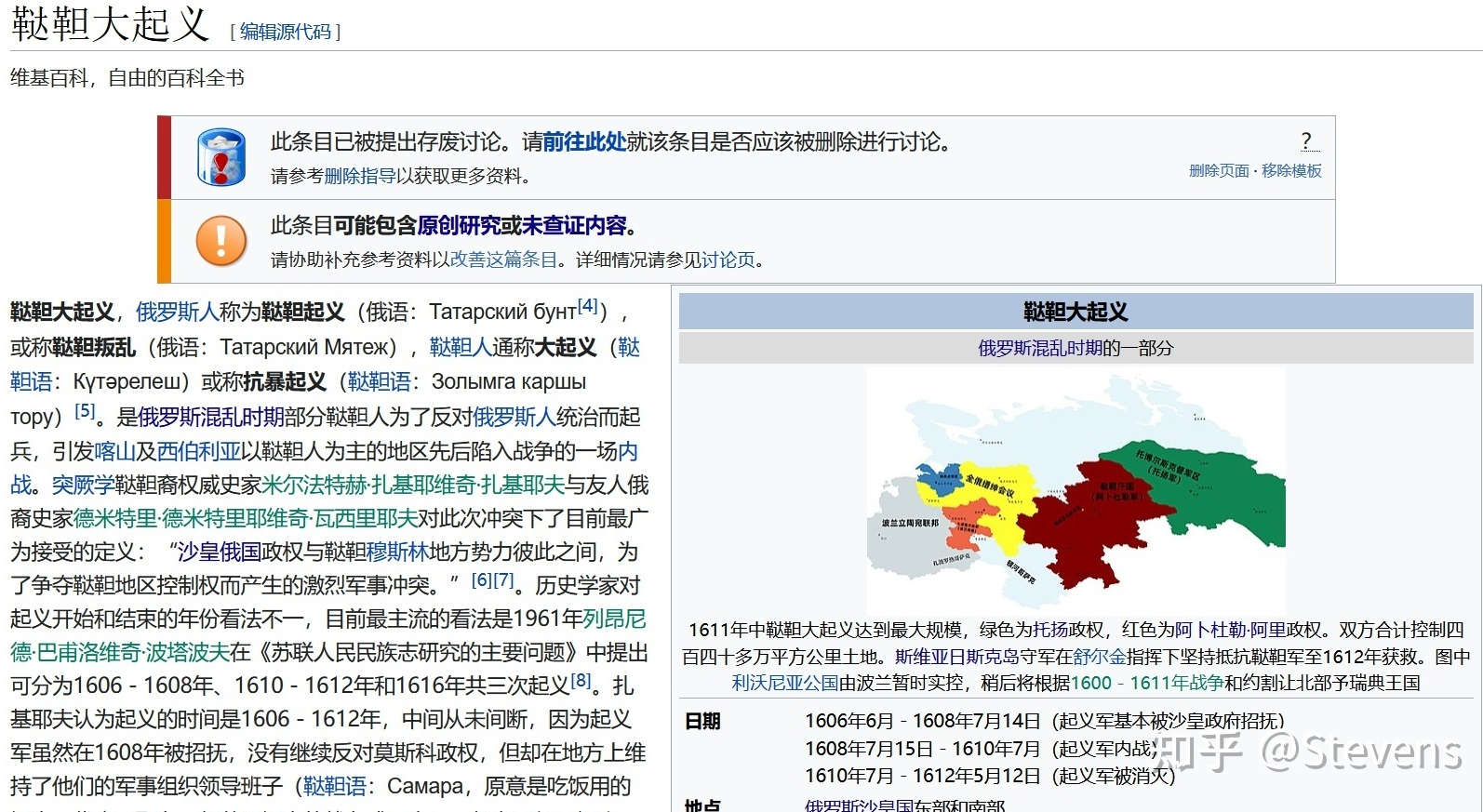
Статья-мистификация «Великое татарское восстание»

В 2012—2022 годах китайская участница Википедии под ником Чжэмао (кит. 折毛) создала (преимущественно в китайской, но также и в английской Википедии) более двухсот взаимосвязанных статей о вымышленных событиях средневековой истории России, например о борьбе русских княжеств за обладание вымышленным серебряным рудником города Кашин и крупных татарских восстаниях. Чжэмао использовала машинный перевод для понимания написанного в русскоязычных источниках и заполняла пробелы в сведениях своими вымыслами. Она избегала разоблачения, называя себя российским историком с кандидатской степенью, используя дополнительные учётные записи для имитации своей поддержки и эксплуатируя веру других участников в то, что написанное в этих статьях соответствует написанному в указанных труднодоступных источниках.

## Характеристики мистификации
Чжэмао начала публиковать исторические мистификации в 2010 году, с фантазийно украшенной биографии Хэшэня, чиновника-коррупционера династии Цин. Спустя два года она обратилась к истории России, сперва к биографии Александра I, а потом — к истории средневековых славянских государств. Чжэмао позже объяснила, что изобретала исторические события для заполнения пробелов в более ранних мистификациях.
Статьи, в которых исторические данные были смешаны с фантазиями, были подробны и снабжены ссылками на источники, однако некоторые из этих ссылок были фальшивыми. Например, Чжэмао ссылалась на несуществующий китайский перевод 29-томной «Истории России с древнейших времён» дореволюционного историка Сергея Соловьёва, якобы опубликованный в 1983 году. Сеть статей-мистификаций была выстроена вокруг вымышленного серебряного рудника в городе Кашине, на котором якобы трудились 30 тысяч рабов и 10 тысяч вольнонаёмных, и длительной войны между Москвой и Тверью за обладание этим рудником. Самая длинная статья, по длине приближающаяся к роману, описывала три вымышленных татарских восстания XVII века, их влияние на Россию, и была дополнена картой, нарисованной Чжэмао. Эти статьи содержали подробную информацию об исторических монетах, фотографии которых были якобы сделаны российскими археологами, и посуде. Статья Чжэмао о (реально происходившей) депортации китайцев в СССР 1920—1930-х годов была признана «избранной статьёй» в китайской Википедии и переведена в английскую, русскую и арабскую Википедии (после разоблачения эти статьи были удалены или переписаны с нуля).
Чжэмао завоевала доверие других участников, называя себя кандидатом исторических наук со степенью, полученной в МГУ, потомком китайского дипломата в России и имеющей супруга-россиянина. В китайской Википедии она получила внутривикипедийную награду за свою работу. При этом она использовала несколько дополнительных учётных записей для создания видимости своей поддержки, и общалась с ними на страницах Википедии. Одна из них велась от имени аспиранта Пекинского университета, специализирующегося на русской истории, который заявлял, что знаком с Чжэмао вне Википедии. Эти учётные записи также вносили ложные данные о династии Цин и России в период правления Путина.

## Разоблачение и последствия
В 2022 году китайский автор сетевых романов под ником Ифань (кит. 伊凡) наткнулся на эту сеть статей в ходе сбора материала для своей книги и заинтересовался историей «Кашинского серебряного рудника», который был описан вплоть до деталей о составе недр, структуре шахты и технологических процессах очистки. Он обнаружил, что параллельные статьи в русской Википедии намного короче или не существуют, что китайские статьи описывали людей и подробности, отсутствующие в других Википедиях, что ссылка, «подтверждающая» текст о средневековом способе добычи, вела на статью о моделировании месторождений полезных ископаемых и пластов горных пород в современной компьютерной программе. Город Кашин существовал, но серебряный рудник — нет. Ифань попросил русскоязычных людей проверить детали — некоторые ссылки не соответствовали написанному, а страницы и издания книг не существовали. Дальнейшее исследование длинных статей Чжэмао о битвах славянских народов показало, что они отсутствуют в русской историографии. В июне Ифань опубликовал своё расследование на китайском форуме вопросов и ответов Zhihu.
Как говорится, чтобы защитить ложь, тебе приходится лгать ещё больше.
В том же месяце Чжэмао опубликовала в английской Википедии извинения и объяснила, что её действия, изначально не злонамеренные, вышли из-под контроля. Она рассказала, что является домохозяйкой, не имеет исторического образования и не читает свободно на русском и английском. Будучи неспособной читать источники в оригинале, она «улучшала» выдачу машинного переводчика с помощью своего воображения, что переросло в написание развитых литературных текстов. Чжэмао объяснила использование дополнительных учётных записей, создание воображаемых друзей своим одиночеством и недостатком общения в реальной жизни из-за частых путешествий мужа по работе. Она извинилась перед российскими историками, с которыми подружилась и чьё поведение копировала, и пообещала заняться рукоделием вместо продолжения написания статей.
Участники Википедии изучили вклад Чжэмао в более чем 300 статей, порой обращаясь к экспертам для отделения фактов от вымысла. Большинство её статей были удалены в июне, а дополнительные учётные записи заблокированы, основная учётная запись была заблокирована в китайской Википедии. Мистификации Чжэмао признаны одними из крупнейших в истории Википедии. Они стали возможны из-за того, что опытные редакторы Википедии обычно проверяют наличие в статье ссылок на авторитетные источники и отсутствие явно недостоверных сведений, но не проверяют соответствие текста в Википедии тексту труднодоступных источников. Участники китайской Википедии были недовольны обманом с её стороны и репутационным ущербом, нанесённым Википедии. Издание о технологиях Engadget сравнило историю Чжэмао со скандалом с другим википедистом Essjay в 2007 году — тот тоже был студентом-самозванцем, выдававшим себя за профессора.
Эта история вновь подняла вопрос о достоверности написанного в Википедии, а некоторые комментаторы назвали Чжэмао «китайским Борхесом» в честь аргентинского писателя, известного литературными мистификациями. Многие комментаторы обратили внимание, что, судя по отзывам википедистов о качестве текстов Чжэмао, она могла бы написать роман или сценарий фильма, действие которого происходит в средневековой России.